# Нетро
Нетро (итал. Netro) — коммуна в Италии, располагается в регионе Пьемонт, в провинции Бьелла.
Население составляет 988 человек (2008 г.), плотность населения составляет 78 чел./км². Занимает площадь 13 км². Почтовый индекс — 13896. Телефонный код — 015.
Покровительницей коммуны почитается Пресвятая Богородица, чьё Успение особо празднуется 15 августа.

## Демография
Динамика населения:

## Администрация коммуны
- Официальный сайт: